# Elton John
Sir Elton Hercules John, geboren als Reginald Kenneth Dwight (Pinner, 25 maart 1947), is een Brits popzanger, componist en pianist.
John verkocht meer dan 300 miljoen platen en is daarmee een van de bestverkopende artiesten aller tijden. Van de heruitgave uit 1997 van de single Candle in the Wind (origineel uit 1973), gemaakt naar aanleiding van het overlijden van de Britse prinses Diana, werden meer dan 33 miljoen exemplaren verkocht. Van zijn singles belandden er 56 in de Amerikaanse top 40, 16 in de top 10, 4 op de 2e plaats en 9 op de 1e. Hij won zes Grammy Awards, twee Academy Awards, een Golden Globe, een Tony Award en een Emmy Award. In de Nederlandse top 40 had John tot nu toe 32 hits, waarvan 13 in de top 10 en 5 op de 1e plaats.
Sinds eind jaren 80 levert hij een grote bijdrage aan de strijd tegen aids. Daarbij is hij een groot voorvechter van de lgbt-beweging. In 1998 werd Elton John benoemd tot Knight Bachelor. Het tijdschrift Billboard plaatste hem in 2008 op de derde plaats in de Billboard Hot 100 50th Anniversary Charts, waarmee Elton John volgens deze lijst de succesvolste mannelijke soloartiest ooit was.
Elton John was van 1976 tot 1987 en van 1997 tot 2002 clubeigenaar van Watford FC. Hij is erevoorzitter voor het leven en in 2014 werd een nieuwe tribune in het Vicarade Road Stadium naar hem vernoemd: de Sir Elton John Stand.
In 2019 kwam zijn eerste en enige autobiografie uit. Ik Elton John kwam uit vlak na de film Rocketman over zijn leven.

## Biografie

### Jeugd
Reginald Kenneth Dwight werd geboren op 25 maart 1947 in Pinner (toen nog Middlesex), als oudste kind van Stanley Dwight en Sheila Eileen Harris. Zijn ouders trouwden pas toen hij zes was, in 1953. Hun huwelijk duurde tot 1961. Zijn vader, luitenant in de Royal Air Force, speelde trompet in een bigband.
Nog maar vier jaar oud begon Reginald met piano spelen. Vanaf zijn vijftiende speelde hij piano in cafés. In 1964 richtte hij Bluesology op, een begeleidingsgroep van Amerikaanse rhythm-and-bluesartiesten als The Isley Brothers en Patti LaBelle and the Bluebells en Long John Baldry. Vanaf 1967 gebruikt hij het pseudoniem Elton John, een verwijzing naar Bluesologysaxofonist Elton Dean en zanger Long John Baldry. Later nam hij officieel de naam Elton Hercules John aan.
Uit dezelfde periode stamt zijn samenwerking met tekstschrijver Bernie Taupin, met wie hij de meeste van zijn liedjes zou maken. Het duo schreef enkele liedjes voor artiesten als Lulu, maar al gauw nam Elton John de rol van uitvoerend zanger zelf over.
Elton John werd op jonge leeftijd geïnspireerd door de podiumkunstenaars Little Richard en Jerry Lee Lewis voor wat betreft hun speelstijl, het staande piano spelen en soms op de piano springen. Toen hij de extravagante Tony King ontmoette, een muziekuitgever en plugger, werd die een voorbeeld voor Elton John om zich ook zo buitenissig te kleden. 

### Jaren zeventig

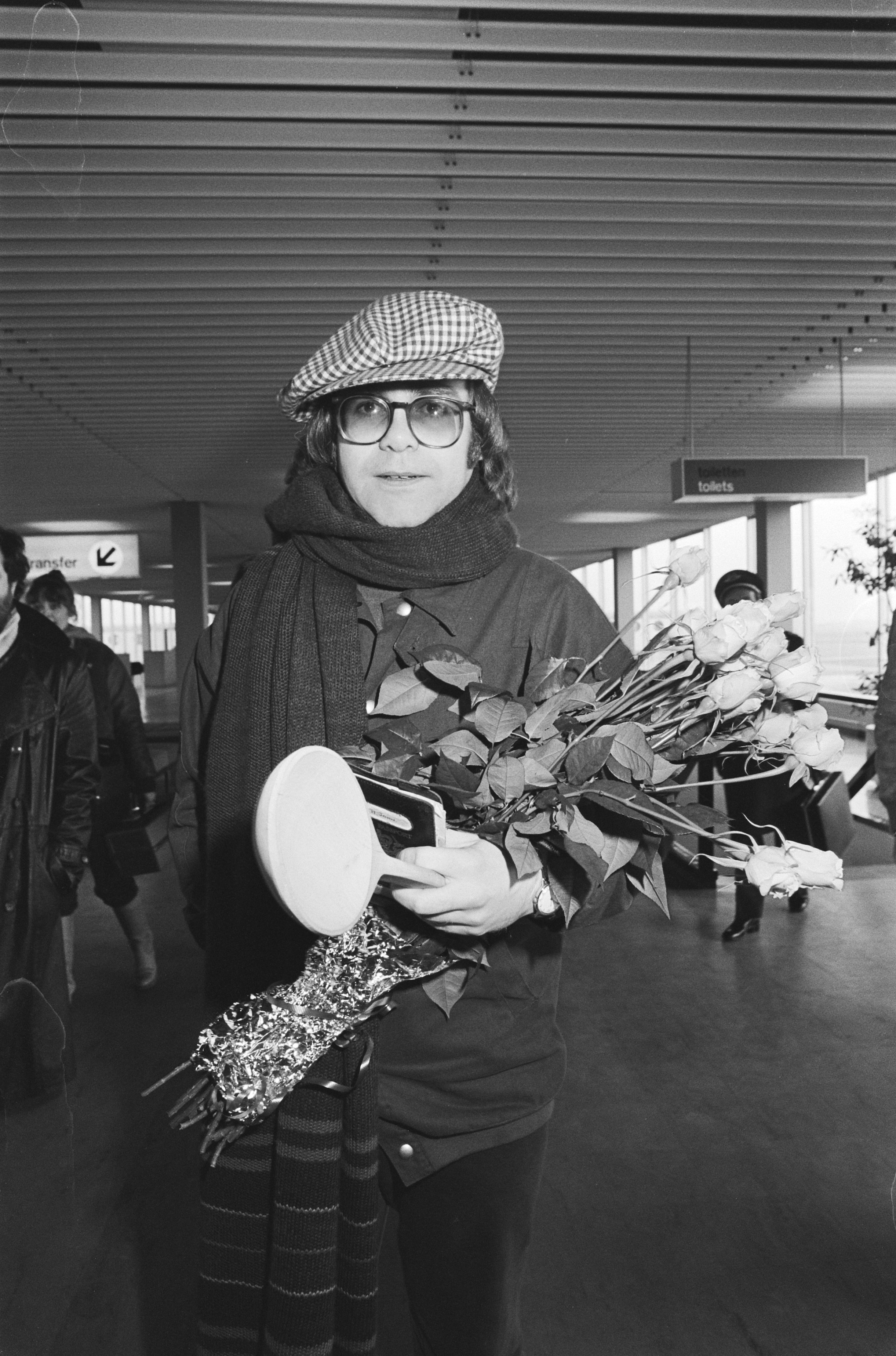
Elton John komt aan op Schiphol in 1979

Het debuutalbum Empty Sky (DJM Records) van Elton John verscheen in 1969 en het jaar erna brak hij door. Met Border Song bereikte John voor het eerst de hitlijsten, en met het het album Elton John en de ballad Your Song had hij grote successen te pakken. Hierin begeleidde hij zichzelf op piano. Met gekke outfits en zijn enorme brillencollectie creëerde hij een imago dat aansloot op de glamrock.
Sinds zijn album Honky Château (1972) werkte hij met vaste muzikanten als gitarist Davey Johnstone, bassist Dee Murray, drummer Nigel Olsson en slagwerk Ray Cooper. Deze samenstelling werd de Elton John Band genoemd. De jaren zeventig brachten Elton John de ene hit na de andere. Rocket Man gaat over een astronaut vlak voor zijn vertrek. Crocodile Rock is een ode aan de rock-'n-roll van de jaren vijftig. Daniel ging over een Vietnamsoldaat die naar Spanje vlucht omdat hij niet als een held behandeld wil worden door zijn jongere broer en zijn dorpsgenoten. In Goodbye Yellow Brick Road, een titel die verwees naar The Wizard of Oz, maakt een boerenzoon het uit met zijn rijke liefje. Candle in the Wind was een eerbetoon aan Marilyn Monroe. Bennie and the Jets ging over een fictieve rockgroep met een hippe zangeres. Daarna volgden Don't Let the Sun Go Down on Me, Sorry Seems to Be the Hardest Word en Don't Go Breaking My Heart, een duet met Kiki Dee. Song for Guy bestond uit pianospel met ritmebox (analoge voorloper van de drumcomputer), percussie, een synthesizer en één regel zich herhalende tekst: "Life isn't everything".
In 1975 speelde Elton John de rol van Pinball Wizard in de filmversie van de rockopera Tommy. Met Bernie Taupin richtte hij in 1973 het label The Rocket Record Company op, dat vanaf 1976 ook zijn platen uitbracht. Met zijn liveoptredens vestigde hij een wereldwijde reputatie. In 1979 trad hij als een van de eerste westerse artiesten op in de Sovjet-Unie.
Zoals elk gerenommeerd en zichzelf respecterend artiest in deze periode had Elton John een gastoptreden in The Muppet Show.

### Jaren tachtig
Met de nummers Blue Eyes, I Guess That's Why They Call It the Blues en het uitbundige I'm Still Standing had hij in 1982 en '83 veel succes. Tijdens Live Aid (1985) was hij een van de vele deelnemende sterren. Ook in dat jaar zong hij mee op Dionne Warwicks benefietsingle That's What Friends Are For, waarbij hij in hetzelfde jaar een van zijn grootste hits met Nikita had, een liedje over de onmogelijke liefde voor een Oost-Duitse wachter bij de Berlijnse Muur, met George Michael in de achtergrondzang. Hoewel Nikita een Russische jongensnaam is, ging dit lied – in de bijbehorende clip te zien – over een jonge vrouw.
In 1987 was het noodzakelijk om een operatie te ondergaan aan zijn stembanden. Deze waren overbelast geraakt door verkeerd gebruik ervan en ook door de vele optredens achter elkaar. Na de operatie heeft zijn stem een iets ander karakter gekregen.
Eind jaren tachtig was er veel te doen rond zijn seksuele geaardheid. Tijdens de jaren zeventig noemde hij zichzelf biseksueel. In 1984 trouwde hij met een vrouw, Renate Blauel (*1953), een Duitse geluidstechnicus, van wie hij vier jaar later weer scheidde. Vanaf dan verklaart hij zichzelf homoseksueel.
Sacrifice was zijn tophit uit 1989.

### 1990-2000
In 1992 richtte hij de Elton John AIDS Foundation op.
Ook trad hij op tijdens het Freddie Mercury Tribute Concert. Hier zong hij onder andere Bohemian Rhapsody samen met Guns N' Roses-zanger Axl Rose.
In 1993 bracht hij een album uit met uitsluitend duetten. Hierop zong hij samen met onder anderen k.d. lang, Little Richard, Kiki Dee, Gladys Knight, Chris Rea, Leonard Cohen, Nik Kershaw en Paul Young. Met George Michael zong hij een liveversie van Don't Let the Sun Go Down on Me.
In 1994 werd hij ontdekt door een jongere generatie dankzij de liedjes van The Lion King op tekst van Tim Rice, waaronder Can You Feel the Love Tonight en Circle of Life. In 1994 werd Elton John toegelaten tot de Rock and Roll Hall of Fame.
In 1997 zong hij op de begrafenis van prinses Diana een aangepaste versie van Candle in the Wind. Met 33 miljoen exemplaren werd de studioversie de best verkochte single aller tijden. Op Deep Inside (1999) van Mary J. Blige speelde Elton John pianofragmenten gebaseerd op zijn eigen liedje Bennie and the Jets.
In 1998 werkte Elton John opnieuw samen met Tim Rice voor de musical Aida.

### 2000 tot heden
In 2000 kwamen Elton John en Tim Rice bij elkaar om singles te schrijven voor de door DreamWorks gemaakte animatiefilm De weg naar El Dorado. In augustus 2003 kwam de single Are You Ready for Love hoog in de Britse hitlijst terecht.
In 2003 nam hij samen met de boyband Blue een nieuwe versie op van Sorry Seems to Be the Hardest Word. Waar de originele versie in 1976 bleef steken op de 14e plaats, weet deze uitvoering de 1e positie te bemachtigen. De daaropvolgende jaren bracht hij nog enkele albums uit en bleef hij veel optreden. In 2006 was hij een van de uitvoerend producenten van de film It's a Boy Girl Thing.
In maart 2007 trad hij op in Madison Square Garden voor de 60e keer en wel op zijn 60e verjaardag. Dit optreden was zowel live als op de dvd Elton 60: Live at Madison Square Garden te bekijken. Op 1 juli van datzelfde jaar verscheen Elton John bij het Concert for Diana dat werd gehouden in Wembley Stadium ter ere van de Britse prinses Diana, die op 31 augustus 1997 overleed bij een auto-ongeluk.
Elton John zong een duet met Lady Gaga bij de 52ste Grammy Awards in 2010.
In maart 2012 werd er bekendgemaakt dat Elton John zijn werk voor het eenendertigste album The Diving Board klaar had. Dit album is geproduceerd door T-Bone Burnett en zou in de herfst van 2012 kunnen uitkomen. Om promotionele redenen werd het uitkomen van dit album uitgesteld tot februari 2013. In die maand was hij genodigde op het internationaal songfestival van Viña del Mar in Chili, het belangrijkste songfestival van Latijns-Amerika.
Elton John zong en speelde piano in het liedje Fairweather Friends van de rockband Queens of the Stone Age. Het staat op het album ...Like Clockwork, dat in juni 2013 verscheen.
In oktober 2015 maakte Elton John bekend dat zijn tweeëndertigste studioalbum, Wonderful Crazy Night, in februari 2016 zou worden uitgebracht. Dit album werd wederom geproduceerd door T-Bone Burnett. De eerste single van dit album, Looking Up, kwam uit in dezelfde maand. Hij speelde ook een rol in de film Kingsman: The Golden Circle. Hij speelde hierin zichzelf.
In augustus 2021 maakte Elton John het nummer Cold Heart, in samenwerking met Dua Lipa in een remix van Pnau. Op 3 december 2021 bracht Elton John samen met Ed Sheeran het kerstnummer Merry Christmas uit, het werd direct een nummer 1-hit in het Verenigd Koninkrijk.
Na zijn succesvolle samenwerking met Dua Lipa verscheen in augustus van 2022 een nummer met Britney Spears, Hold Me Closer.
In 2018 begon hij aan zijn wereldwijde afscheidsconcerten met de Farewell Yellow Brick Road-tournee. Door de coronapandemie en medische problemen werd deze tournee onderbroken en uitgesteld. In juni 2022 trad hij op in GelreDome in Arnhem en in mei 2023 in het Sportpaleis in Antwerpen. In juni van dat jaar gaf hij zijn laatste optreden op Britse bodem op het Glastonbury Festival. Op 8 juli 2023 gaf John zijn laatste concert in Stockholm.
In januari 2024 won John een Emmy Award voor Elton John Live: Farewell from Dodger Stadium, een registratie van zijn afscheidsconcert in Los Angeles en uitgezonden op Disney+. Elton John werd daarmee de negentiende persoon ooit die een Emmy, Grammy, Oscar en Tony Award gewonnen heeft.

## Onderscheidingen

### Persoonlijke onderscheidingen
In 1975 ontving Elton John een ster op de Hollywood Walk of Fame. In 1994 werd hij opgenomen in de Rock and Roll Hall of Fame.
De letters CBE staan achter zijn naam nadat hij in 1995 werd benoemd tot Commandeur in de Orde van het Britse Rijk. Drie jaar later sloeg koningin Elizabeth hem tot ridder voor al zijn liefdadigheidswerk. Sindsdien mag de zanger zich 'Sir Elton John' noemen.
In 2019 is Elton John ook geridderd in Frankrijk. President Emmanuel Macron benoemde hem tot ridder in het Franse Legioen van Eer.

### Grammy Awards
Elton John heeft in zijn carrière vijf Grammy's gewonnen:
- 1987: Best Pop Performance by a Duo or Group - "That's What Friends Are For" (met Dionne Warwick, Stevie Wonder en Gladys Knight)
- 1992: Best Instrumental Composition - "Basque" (uitgevoerd door James Galway)
- 1995: Best Male Pop Vocal Performance - "Can You Feel the Love Tonight"
- 1998: Best Male Pop Vocal Performance - "Candle in the Wind '97"
- 2001: Best Musical Show Album - "Aida" (met Tim Rice)

Bovendien won Elton John in 1999 een Grammy Legend Award, voor zijn hele oeuvre.

### Edison
In Nederland won Elton John in 1995 een Edison in de categorie Musical/Film voor zijn filmmuziek in The Lion King.

### Oscar
Elton John won één Oscar in de categorie 'Beste Filmsong': in 1994 voor "Can You Feel the Love Tonight" uit The Lion King. Hij won deze prijs samen met tekstschrijver Tim Rice.
In 2019 won Elton John zijn tweede Oscar voor beste originele nummer, ditmaal voor het nummer "(I'm Gonna) Love Me Again", samen gezongen met Taron Egerton (die Elton John vertolkt in de biopic Rocketman). De tekst van dit nummer komt van de hand van Bernie Taupin.

### Emmy Award
- 2024: Outstanding Variety Special (Live) - "Elton John Live: Farewell from Dodger Stadium"

### Gershwin Prize
Op 8 april 2024 kreeg Elton John samen met zijn tekstdichter Bernie Taupin de Library of Congress Gershwin Prize for Popular Song uitgereikt.